# 初春型駆逐艦
初春型駆逐艦（はつはるがたくちくかん）は大日本帝国海軍（以下「海軍」）の一等駆逐艦 の艦級である。吹雪型（特型）駆逐艦の次の艦隊型駆逐艦として計画されたが、小排水量に過大な武装を盛り込んだ本型は復元性能や船体強度に問題を生じ、建造は6隻で中止された。
なお、建造途中で設計変更を行って竣工した有明と夕暮は、有明型駆逐艦（ありあけがたくちくかん）に類別されていた時期があった。

## 概要
1930年（昭和5年）のロンドン海軍軍縮会議の結果、補助艦の保有量も制限され(駆逐艦で英米10対日本7)、駆逐艦には「1,500トンを超える艦は、合計排水量の16パーセント以内」と言う項目があった。このため、当時主力として建造していた特型のさらなる建造が不可能になった。また、大型駆逐艦の建艦競争が起きることを恐れ、それ以上の建造を差し控えたという状況でもあった。そこで海軍では、特型(1,680トン)より約300トン小さい1,400トンの船体に特型に匹敵する性能を持った艦を計画する。元の艦より小さな船体に同等の性能は無茶とも言えるが、
藤本喜久雄造船大佐（当時）は、先の特型同様の手法を用いることによりその要求を満たした。
基本計画番号F45。なお排水量が条約の制限(1,500トン)より更に100トン少ないのは保有隻数の増加と建造費削減を意図したと思われる。
昭和6年度（1931年）からの第一次海軍軍備補充計画（通称①計画）で駆逐艦は1,400トン型(本型)を計画、当初18隻建造の要望だったが12隻の予算が承認された。1,2番艦(初春・子日)竣工の時点で後述する問題により建造を計6隻で打ち切り、残りの6隻は設計を改め白露型(基本計画番号F45D)として建造されることになった。

## 艦型

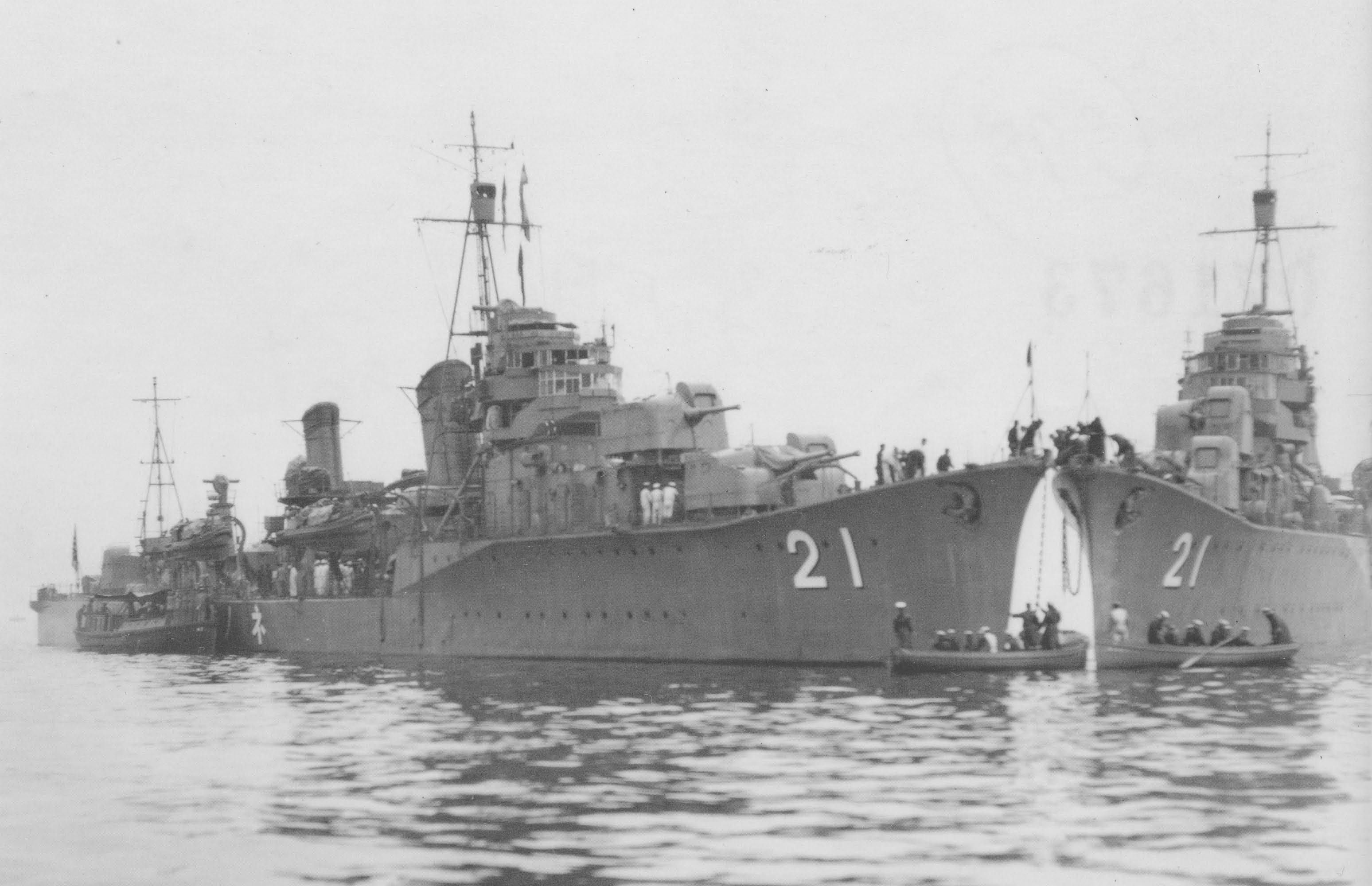
竣工直後の子日(左)と初春

### 船体
排水量を抑えるために船体には徹底的な軽量化が行われ、浮いた重量を兵装に振り向けた。また電気溶接を多用したのも同様の理由になる。船型は速力の要求を満たすために長さが長くなり、その上GM(重心Gとメタ・センターMとの距離)を考慮して幅が広くなり、必然的に吃水が浅くなった。当時の復元性に関してはGMのみを重視し、レンジなどは深く検討されなかった結果、重心が高くて風圧側面積比が大きいいわゆる「トップヘビー」の艦になってしまった。
なお凌波性向上のために艦首から船体中央までフレアがあるのも特型と同様である。

### 主砲
本型が採用した主砲は、特型と同じ50口径三年式12.7センチ砲で、前部は船首楼甲板上に連装1基、その1甲板上に単装を背負式に装備した。後部は上甲板上に連装1基を装備、計5門を搭載する。このような主砲配置は日本海軍では本型だけとなった。
連装砲の砲架はB型改2で、特型のII型以降に搭載されたB型が旋回、俯仰用の電動機を1台で兼用したのに対し、それぞれ独立の電動機を搭載し旋回と俯仰速度を向上させた型になる。単装砲はA型1基を搭載した。当初の計画では主砲を連装3基搭載、魚雷発射管は4連装2基を搭載する予定だったが、魚雷発射管の開発が間に合わずに3連装3基に変更、そのために連装砲3基のうち1基を単装砲に改めたと思われる。

### 魚雷
特型と同じく61cm3連装発射管3基を搭載、竣工時から防盾を装備する。3番発射管は2番発射管の後部上構上に装備するという特異なものだった。
後の海軍標準装備となる「次発装填装置」を本型が駆逐艦として最初に装備した。予備魚雷の装填は機力によって行われ、所要時間は1本あたり20秒から25秒という短いものであった。これにより魚雷発射後すぐに再装填ができ、再度の魚雷攻撃が可能となった。これまでは運搬車とチェーンブロックを使って装填しており、かなりの時間が掛かっていた。。ただ予備魚雷は発射管と同じ高さに搭載する必要があり、これも本型での重心上昇の原因となった。
魚雷発射管は九〇式三連装水上発射管二型を搭載した。特型(と睦月型)が搭載した一二年式三連装発射管は中管を若干高くしていたが、本型のは次発装填装置用に3管とも高さが同じになった。

### 機関
缶(ボイラー)は特型III型(暁型)と同じロ号艦本式缶(空気余熱器付)3基を搭載、蒸気圧力は20kg/平方cm(後に22kg)、蒸気温度300度で特型(20kg、飽和蒸気)より圧力・温度共に上昇した。第1煙突にボイラー2基、第2煙突に1基の排煙が導かれ、第1煙突が太くバランスのとれた艦型となった。
主機は艦本式ギアード・タービンで1基に付き高圧低圧タービン各1で、高圧タービンにギアを介して巡航タービンを接続した。
特型では主機を1台ずつ左右の機械室に収めたが、本型では縦隔壁を廃止して主機は前部機械室1室に収めた。

### その他の艤装
艦橋は特型III型(暁型)に準じ、羅針艦橋上に発射指揮所、射撃指揮所、方位盤照準装置、3m測距儀をひな壇式に搭載した大型の艦橋を装備した。羅針艦橋、発射指揮所、射撃指揮所には防弾鋼板が装着された。
煙突は艦橋への排煙の逆流を防ぐために特型より高くされた。1番発射管の予備魚雷を2番煙突の右側に装備したため、2番煙突は中央から左に寄っており、2番煙突形状も前方が狭い特異な形状をしている。
後部マストは日本駆逐艦として初めて三脚式とした。

## 性能改善工事

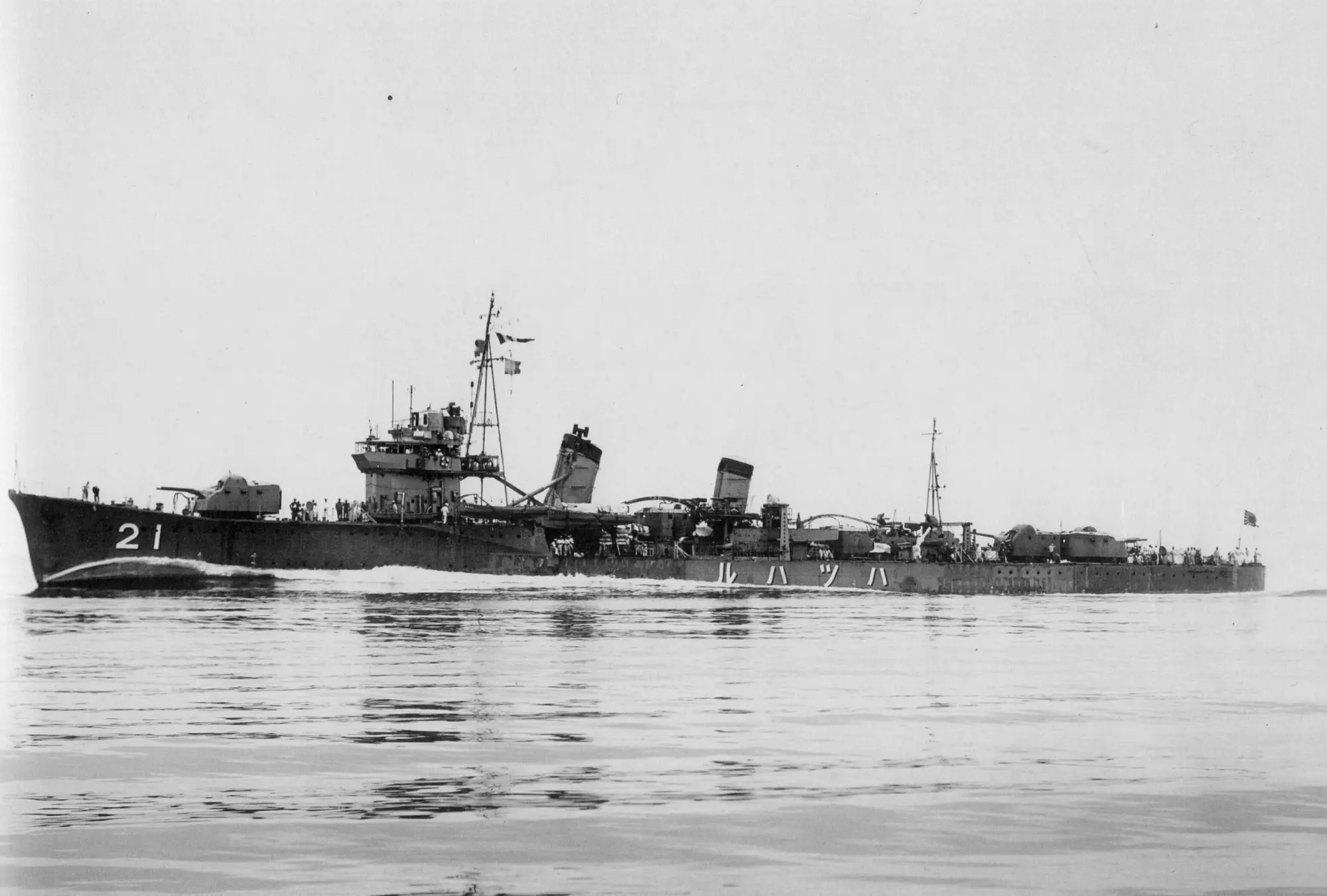
復元性能改善工事後の「初春」

### 復原性能改善
公試運転のさい、一番艦初春は、舵角10度に対し38度もの傾斜をして乗員を驚かせたといい、60度の傾斜で転覆するほど復原性能(レンジ)は悪かった。そのため、急遽舷側にバルジ(片舷幅300mm)を付けてGMを大きくし、レンジは約70度に改善され一応合格と判断された。また建造中の若葉、初霜も同様の工事を行った。
しかしながら初春と二番艦子日の竣工から約半年後の1934年（昭和9年）3月に友鶴事件が発生する。この時期の日本海軍艦艇は、重心が高くてもGMを大きくすれば復原性能に問題無いと考えて設計されており、友鶴も本型も竣工時にバルジを装着して(装着によりGM値を大きくする)就役していた。この事件により重心を下げる必要があると結論され、本型も徹底的な重心降下のための工事が行われた。その内容は以下の通り。
- バルジの撤去、船体側面の水防区画の撤去。
- 2番単装砲を後部へ移動し、前部シェルターデッキを撤去。前部にあった2番砲弾薬庫は重油タンクに改造。
- 3番発射管を次発装填装置を含め撤去、後部上構の縮小。(なお就役後に佐世保(母港)で撮影された初春、子日2艦には既に3番発射管が搭載されていない[37]。)
- 羅針艦橋を1甲板低め、上部の各指揮所を簡素化。艦橋の防弾板撤去。方位盤覆いを軽合金製に換装。
- 1番煙突を1m、二番煙突・機銃座・前後マストを1.5m、探照灯台を2m、缶室通風筒の高さ、一番発射管の位置を30cm下げる。
- 錨鎖庫を1甲板分下げる。
- バラスト約70トンを艦底に搭載、艦底外板を補強し約15トン増加させる。
- 一部の重油タンクに海水補填装置を取り付ける。

これらにより復元性能(レンジ)は約91度までに改善された。なお、その他に短艇類の搭載位置が変更され、1番砲のシールド形状が一部変更された。
竣工していた初春・子日は同年7月までに呉海軍工廠で緊急に改善工事を行い、進水していた若葉・初霜は改善工事を行った後に竣工した(竣工は同年10月と9月)。船台上にあった有明・夕暮は船体をバルジの撤去、またはバルジの無い幅(10.0m)に戻され(後述)、翌1935年（昭和10年）3月に竣工した。

### 船体補強
1935年9月に第四艦隊事件が起き、特型で採用された船体軽量化を更に推し進めていた本型も船体強度が見直された。溶接による残存内力の除去や甲板や外板の張り替え、溶接部分の一部を鋲接に改めるなどの工事を行った。外観上は船首楼舷縁部に丸みが着けられている。この時同時に艦上に走る伝声管の撤去、2番、3番主砲シールドの一部改正が行われた。
工事は初春以下4隻は同年8月から翌1936年（昭和11年）5月にかけて、有明・夕暮は1936年4月から11月にかけて、6隻とも佐世保海軍工廠で行われている。
これらの改善工事の結果、復元性・船体強度共に問題は無くなったが、排水量が大きく増加し(基準排水量で約380トン増)、速力が3ノット程度減少、兵装は特に魚雷兵装が3連装発射管1基、魚雷6本(予備魚雷を含む)減少など大きく影響し、重兵装を狙った計画だったが、平凡な性能の駆逐艦となった。

## 有明型駆逐艦
基本計画番号は5番艦「有明」がF45B、6番艦「夕暮」がF45C。4連装発射管の開発によりまだ船台上にあったこの2隻は4連装発射管2基、主砲は連装3基に計画変更になった。有明は初春と同様にバルジを装着、夕暮はバルジ装着と同じ幅(10.6m)に船体形状を改めて建造が進められたが、友鶴事件により計画は破棄され、初春と同様の改装を受けた。また4連装発射管が計画より重量オーバーしたために3連装発射管を搭載することになり、結局性能改善工事後の初春と同じ兵装で竣工した。初春(性能改善工事後)とは以下の相違がある。
- 有明は初春同様艦の中央にフレアがあり、夕暮は白露型と同じ艦の中央にフレアの無い船体となった[20]。
- 初春の公試で旋回時の傾斜が大きかったため、それを減少させるために舵を傾斜型の吊り下げ並列式2枚舵とした[38][41]。公試では速力が減少する結果(計画35ノット、有明33.4ノット[38])となり、本格的な原因究明がされぬまま1枚舵に戻された[42]。これにより速力は1ノット弱回復した[38]。
- 連装砲は平射専用のC型砲が搭載された[39]。(初春などの連装砲は高角射撃兼用のB型改2)。なお単装砲は初春と同じA型[39]。
- 煙突の太さ、傾斜が初春などと相違する[39]。

法令上は1933年（昭和8年）12月15日、艦艇類別等級別表において有明と夕暮は初春型から外され、白露、時雨、村雨とともに有明型駆逐艦として新設された。1934年（昭和9年）10月13日、さらに夕立と春雨も追加されるが、夕暮までと白露以降は設計が変更されており船体構造も大きく異なることから、同年11月19日、有明と夕暮は初春型に復され、有明型は白露型と改められた。以降、有明型は正式な類別ではなく、改初春型を指す便宜上の呼称となった。

## 兵装の変遷
1937年（昭和12年）7月の日華事変以降に各艦は大陸方面へ進出したが、この時は艦橋天蓋に7.7mm機銃を搭載したほか、艦橋や機銃台に防弾板を設置したと言われる。
太平洋戦争開戦時の兵装は、田村俊夫の調査によると各艦開戦直前に九三式魚雷を搭載できるよう発射管を改造、魚雷12本を搭載した。
1942年（昭和17年）7月に沈没した子日は開戦時と同じ兵装と思われる。1943年（昭和18年）7月に沈没した有明・夕暮は40mm機銃を25mm連装機銃に換装、艦橋前に25mm連装機銃1基を増備の状況だった。残る3艦は1943年10月までに2番砲(単装砲)を撤去して25mm3連装機銃を1基増備、中部機銃台の(40mmから換装した)25mm連装機銃は同3連装機銃に換装、機銃の合計は25mm3連装3基、同連装2基の計11挺とされた。
「あ号作戦後の兵装増備の状況調査」によると1944年（昭和19年）8月から9月の時点で22号電探を前部マストに、13号電探を後部マストに装備、その他各艦単装機銃を甲板上各所に14挺から16挺ほど装備している。

## 同型艦
初春（はつはる）
1933年（昭和8年）9月30日、佐世保海軍工廠にて竣工。1944年（昭和19年）11月13日マニラ湾において航空機の攻撃により沈没。1945年（昭和20年）1月10日除籍。
子日（ねのひ）
1933年9月30日、浦賀船渠にて竣工。1942年（昭和17年）7月5日、アガッツ島ドッグ岬沖において米潜「トライトン」の雷撃により沈没。同年7月31日除籍。
若葉（わかば）
1934年（昭和9年）10月31日、佐世保海軍工廠にて竣工。1944年（昭和19年）10月24日、スル海において航空機の攻撃により沈没。同年12月10日除籍。
初霜（はつしも）
1934年9月27日、浦賀船渠にて竣工。1945年7月30日、宮津湾において対空戦闘中に触雷、擱座。同年9月30日除籍。戦後解体。
有明（ありあけ）
1935年（昭和10年）3月25日、川崎造船所にて竣工。1943年（昭和18年）7月28日ツルブ沖において航空機の攻撃により沈没。同年10月15日除籍。
夕暮（ゆうぐれ/ゆふぐれ）
1935年3月30日、舞鶴工作部にて竣工。1943年7月20日チョイセル島沖において航空機の攻撃により沈没。同年10月15日除籍。

## 駆逐隊の変遷
初春型は6隻で打ち切りとなったため、同型艦4隻による駆逐隊は初期型4隻からなる第二十一駆逐隊のみ。残る改初春型2隻は、白露型初期ロット2隻とともに第九駆逐隊を組んだ。

### 第二十一駆逐隊
佐世保鎮守府籍の初春・子日・初霜・若葉で編成した。1932年（昭和7年）4月1日付で解隊した桜型駆逐艦2隻・樺型駆逐艦2隻からなる先代に続く二代目の第二十一駆逐隊である。友鶴事件後の初春・子日の改良と初霜・若葉の竣工延期によって、編成に1年を要した。所期の性能に達しなかったため、新鋭ながら第二艦隊第二水雷戦隊には投入されず、第一艦隊第一水雷戦隊に投入された。太平洋戦争中は近海の対潜哨戒を皮切りに、序盤は南方攻略、中盤は北方哨戒にあたった。北方ではアッツ島沖海戦やキスカ島撤退作戦で活躍した。
1944年（昭和19年）中盤以降、第五艦隊（第二遊撃部隊）の機動部隊編入にともない捷号作戦に参加、フィリピン戦線に投入される。レイテ沖海戦で若葉を、多号作戦で初春を喪失した。同海戦スリガオ海峡夜戦で全滅した西村艦隊より時雨を編入後、第一水雷戦隊の解隊にともない第二水雷戦隊に転籍した。時雨はヒ87船団護衛を兼ねて南方へ進出中に戦没した。第二十一駆逐隊は北号作戦で内地に帰還すると、稼動駆逐艦をかき集めて再編される。その後菊水作戦に参加。坊ノ岬沖海戦で朝霜・霞が沈没、小滝久雄駆逐隊司令が戦死した。初霜は、陽炎型雪風のみになっていた第十七駆逐隊に転出。その後、朝霜・霞の除籍と共に第二十一駆逐隊は解隊された。所属部隊と所属駆逐艦の変遷は以下のとおり。各艦の戦歴は各艦の項目を参照。
1933年（昭和8年）9月30日：初春、子日が竣工し編成、翌年9月27日初霜が竣工し編入、10月31日に若葉が竣工し編成完結。
1933年（昭和8年）12月11日：佐世保警備戦隊。
1934年（昭和9年）11月15日：第一艦隊第一水雷戦隊。
1937年（昭和12年）12月1日：佐世保鎮守府予備艦。
1938年（昭和13年）12月15日：第一艦隊第一水雷戦隊。
1939年（昭和14年）11月15日：支那方面艦隊第二遣支艦隊第15戦隊。
1940年（昭和15年）11月15日：第一艦隊第一水雷戦隊。
1942年（昭和17年）7月5日：子日戦没、7月31日除籍。
1942年（昭和17年）8月28日：第六駆逐隊より薄雲を編入。
1943年（昭和18年）4月1日：薄雲は第九駆逐隊に転出、一水戦は第五艦隊に転籍。
1944年（昭和19年）1月1日：連合艦隊附属に転籍。
1944年（昭和19年）8月10日：一水戦に復帰。
1944年（昭和19年）10月24日：若葉戦没、12月10日除籍。
1944年（昭和19年）11月13日：初春戦没、翌年1月10日除籍。
1944年（昭和19年）11月15日：10月10日に解隊した第二十七駆逐隊より時雨を編入。
1944年（昭和19年）11月20日：一水戦解散、第二艦隊第二水雷戦隊に転籍。
1945年（昭和20年）1月24日：時雨、ヒ87船団護衛中に戦没。3月10日除籍。
1945年（昭和20年）2月10日：解隊した第二駆逐隊より朝霜を編入。
1945年（昭和20年）3月10日：第七駆逐隊より霞を編入。
1945年（昭和20年）4月7日：朝霜、霞戦没。
1945年（昭和20年）4月20日：二水戦解散。初霜は第十七駆逐隊に転出。以後は第十七駆逐隊の項に譲る。
1945年（昭和20年）5月10日：解隊。朝霜、霞除籍。
（1945年（昭和20年）7月30日　初霜、大破着底、9月30日除籍。）

### 第九駆逐隊→第二十七駆逐隊
横須賀鎮守府籍の有明・夕暮と白露型の白露・時雨で編成した。1934年（昭和9年）3月1日で解隊した楢型駆逐艦4隻からなる先代に続く四代目の第九駆逐隊である。1938年（昭和13年）12月15日付で佐世保鎮守府の樅型駆逐艦からなる先代第二十七駆逐隊が舞鶴要港部第三十四駆逐隊に転出し、入れ替わりに佐世保に転籍したため、三代目の第二十七駆逐隊となる。白露型の竣工が遅れたために編成には1年半もかかったが、白露・時雨の就役に先駆け、改初春型2隻で一水戦に編入されている。日中戦争で実戦に参加した。太平洋戦争中は、蘭印攻略・インド洋機動作戦・珊瑚海海戦・ミッドウェー海戦と広範囲で活動し、第二段侵攻作戦のため四水戦に転籍してソロモン諸島の攻防戦に従事した。1943年（昭和18年）7月、第四水雷戦隊の解隊にともない第二水雷戦隊に編入されるも、夕暮・有明が相次いで戦没したため、最後の1年は補充分を含めて白露型4隻の駆逐隊として活動した。所属部隊と所属駆逐艦の変遷は以下のとおり。各艦の戦歴は各艦の項目を参照。
1935年（昭和10年）4月1日：夕暮の竣工を機に有明と編成。。翌年11月1日に白露・時雨を編入 し編成完結。
1935年（昭和10年）11月15日：第一艦隊第一水雷戦隊。
1938年（昭和13年）12月15日：佐世保鎮守府に転籍、第二十七駆逐隊に改称。佐世保鎮守府予備艦。
1939年（昭和14年）11月15日：第一艦隊第一水雷戦隊。
1942年（昭和17年）7月14日：第二艦隊第四水雷戦隊に転籍。
1943年（昭和18年）7月20日：四水戦解散、第二艦隊第二水雷戦隊に転籍。
1943年（昭和18年）7月20日：夕暮戦没、10月15日除籍。
1943年（昭和18年）7月28日：有明戦没、10月15日除籍。
1943年（昭和18年）10月1日：7月1日に解隊した第二駆逐隊より五月雨を編入。
1943年（昭和18年）11月30日：7月1日に解隊した第二駆逐隊より春雨を編入。
1944年（昭和19年）6月8日：春雨戦没、8月10日除籍。
1944年（昭和19年）6月15日：白露戦没、8月10日除籍。
1944年（昭和19年）8月26日：五月雨戦没、10月10日除籍。
1944年（昭和19年）10月10日：解隊。
（1944年（昭和19年）11月15日：時雨は第二十一駆逐隊に転出。以後は上記第二十一驅逐隊の項に譲る。）